# 뉴욕 살인 사건
뉴욕 살인 사건(See No Evil, Hear No Evil)은 미국에서 제작된 아더 힐러 감독의 1989년 코미디 영화이다. 리차드 프라이어 등이 주연으로 출연하였고 마빈 워스 등이 제작에 참여하였다.

## 출연

### 주연
- 리차드 프라이어
- 진 와일더

### 조연
- 조앤 세버런스
- 케빈 스페이시
- 앨런 노스
- 안소니 저브

## 제작진
- 미술: 로버트 건드라크
- 의상: 러스 모리
- 배역: 린 스터마스터

## 같이 보기
- 진 와일더
- 리처드 프라이어